# 弗朗索瓦丝·迪尔
弗朗索瓦丝·迪尔（法語：Françoise Dürr，1942年12月25日—），法国女子网球运动员。她曾获得法国网球公开赛女子单打冠军、女子双打冠军、混合双打冠军、温布尔登网球锦标赛混合双打冠军、美国网球公开赛女子双打冠军。